# Ploiești
Ploiești, tidligere stavet Ploești, er distriktshovedsæde for distriktet Prahova i Rumænien, og har 180.539 (2021) indbyggere, og er  niende mest folkerige i landet. Den er en del af den historiske region Muntenien og ligger 56 km nord for Bukarest.
Området i Ploiești er omkring 60 km², og det grænser op til kommunen  Blejoi i nord, Bărcănești og Brazi-kommunerne i syd, Târgșoru Vechi-kommunen i vest og Bucov og Berceni-kommunerne i øst. 
Den er centrum for landets vigtige olieindustri og blev bombarderet under 2. verdenskrig.

## Historie
Byen voksede fra det 17. århundrede på en ejendom, som Michael den Modige købte af de lokale godsejere, og den overtog gradvist pladsen for de nærliggende valakiske markeder i Târgșor, Gherghița og Bucov. Udviklingen blev fremskyndet af den kraftige industrialisering, idet verdens første olieraffinaderi blev åbnet i 1856-1857. Efter den massive udnyttelse af olieforekomsterne i området fik Ploiești tilnavnet "Hovedstaden for det sorte guld". I dag er byens økonomiske aktivitet stadig baseret på olieforarbejdning, idet byen har tre store raffinaderier og andre industrier med tilknytning til denne branche.
Ploiești er også et vigtigt transportknudepunkt, der forbinder hovedstaden med regionerne Transsylvanien og Moldavien. Byen har direkte adgang til Prahova-dalen, et af de vigtigste alpine turistområder i Rumænien.